# Konstanty Malczewski
Konstanty Malczewski herbu Tarnawa (Konstanty Paweł Malczewski lub Constantino Pablo Tarnava de Malquesci), ur. 28 grudnia 1797 w Warszawie lub w Kniahininie koło Dubna na Wołyniu, zmarły w Meksyku – polski wojskowy, generał meksykański, syn Jana Józefa, pasierb Filipa Haumana, młodszy brat poety Antoniego Malczewskiego, stryj Augusta Antoniego Jakubowskiego.
Posiadał majątek ziemski w okolicach Radomia, prawdopodobnie jeszcze po wuju Błeszyńskim.

## Życiorys
Uczeń Gimnazjum Wołyńskiego w Krzemieńcu, które prowadził Tadeusz Czacki. Po jego ukończeniu, wyjechał do Warszawy i w 1817 wstąpił do nowo utworzonych wojsk Królestwa Kongresowego w stopniu podoficera konduktora w kwatermistrzostwie.
Po zatargu z rosyjskim wojskowym Aleksandrem Siergiejewiczem Golicynem, skazany na karę śmierci, zamienioną na ciężkie roboty w Zamościu. Został tam przydzielony do 5 Pułku Piechoty Liniowej (stojącym wówczas z załogą w Zamościu).
Po niespełna roku, otrzymał od dowódcy batalionu pozwolenie na 10-dniowy urlop dla załatwienia pilnych spraw majątkowych, po czym zbiegł w kobiecym przebraniu z wojska. Więcej go w Zamościu nie zobaczono.
Wypłynął do Ameryki Północnej. Razem z grupą około 400 dawnych żołnierzy napoleońskich, przybył w 1818 do Teksasu i jako artylerzysta zakładał fortyfikacje w obozie wojskowym o nazwie Champ d’Asile nad rzeką Trinity. Obóz, wskutek oporu władz hiszpańskich, nie przetrwał długo.
Po uzyskaniu niepodległości przez Meksyk, został mianowany generałem armii meksykańskiej. Walczył w wojnie amerykańsko-meksykańskiej w latach 1846–1848.

## Wywód genealogiczny
| 4. Ignacy Malczewski (zm. 1779) |  |                                                |  |  |                         |
|                                 |  | 2. Jan Józef Malczewski                        |  |  |                         |
| 5. Antonina Dunin               |  |                                                |  |  |                         |
|                                 |  |                                                |  |  | 1. Konstanty Malczewski |
| 6. ? Błeszyński                 |  |                                                |  |  |                         |

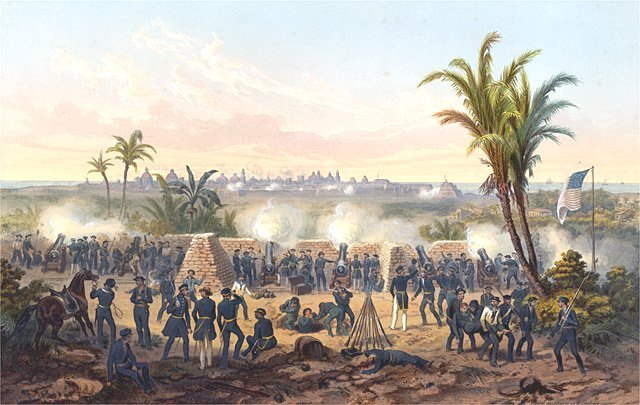
Oblężenie Veracruz

|                                 |  | 3. Konstancja Błeszyńska, primo voto Haumanowa |  |  |                         |
| 7. primo voto Młocka            |  |                                                |  |  |                         |
|                                 |  |                                                |  |  |                         |